# Kepplerites
Kepplerites – rodzaj głowonogów z wymarłej podgromady amonitów, z rzędu Ammonitida.
Żył w epoce środkowej jury (baton - kelowej).